# 法夫里西奥·科洛奇尼
法比斯奧·高路仙尼（西班牙語：Fabricio Coloccini，發音：[faˈβɾisjo koloˈtʃini]；1982年1月22日—）是一名阿根廷己退役足球運動員，司職後衛，最後效力阿根廷足球甲级联赛球會阿尔多希维竞技。

## 生平

### 球會
來自阿根廷班霸小保加的科洛奇尼早在1999年已被意甲大球會AC米蘭相中，但遭小保加反對，AC米蘭與科洛奇尼的父親達成協議，時僅17歲的科洛奇尼在父親行使監護權使其脫離與小保加關係后加盟AC米蘭，其後國際足協判決AC米蘭需補償給小保加。
但加盟AC米蘭以來科洛奇尼都是被外借至多家球會。直至2004年他離開AC米蘭轉投西甲球會拉科魯尼亞時，僅為球隊上陣1次。在拉科鲁尼亚期间，科洛奇尼逐渐成长成为一名出色的中卫指挥官。在西甲渡過4年，於2008年8月轉投英超球會紐卡素，簽約5年，轉會費可增加到1,030萬英鎊。
2016年7月5日，科洛奇尼与紐卡素双方达成一致，他的合同将被终止，同日他签约阿根廷足球甲级联赛球會聖羅倫素。

### 國家隊
科洛奇尼曾入選阿根廷國家隊出戰2001年世青盃，贏得一個冠軍。2006年世界杯科洛奇尼亦有隨軍出征，在一場對荷蘭的分組賽與八強對德國上過陣，但最終敗在最後季軍德國之腳下。

## 榮譽
阿根廷
- 世青杯冠軍：2001年
- 奥林匹克运动会足球比赛金牌：2004年

小保加
- 阿根廷甲級聯賽冠軍：1998年春季聯賽
- 阿根廷甲級聯賽冠軍：1999年秋季聯賽

聖羅倫素
- 阿根廷甲級聯賽冠軍：2001年秋季聯賽